# Движение 19 апреля (Колумбия)
Движение 19 апреля (исп. Movimiento 19 de Abril, М-19) — колумбийское партизанское движение с лево-популистической идеологией. В середине 1980-х гг. было вторым по численности партизанским движением после ФАРК. После амнистии партизаны легализовались и реорганизовались в политическую партию «Демократический альянс М-19» (исп. Alianza Democrática M-19). 
Название происходит от даты проведения президентских выборов 1970 года, на которых с небольшим перевесом, одержал победу консерватор Мисаэль Пастрана Борреро, над бывшим диктатором Густаво Рохасом Пинилья (41,2 % против 39,6 %). 
Ныне её влияние сошло на нет, но многие бывшие участники влились в партию Альтернативный демократический полюс, а бывший партизан М-19 Густаво Петро стал первым левым президентом страны от партии «Гуманная Колумбия» и коалиции «Исторический пакт».